# Danau Sentarum
För nationalparken, se Danau Sentarum nationalpark.
Danau Sentarum är en sjö i Indonesien.   Den ligger i provinsen Kalimantan Barat i centrala delen av Borneo. Danau Sentarum ligger 22 meter över havet. Arean är 152 kvadratkilometer. I omgivningarna runt Danau Sentarum växer i huvudsak städsegrön lövskog. Den sträcker sig 17,6 kilometer i nord-sydlig riktning, och 22,1 kilometer i öst-västlig riktning.